# Università Cattolica Australiana
L'Università Cattolica Australian o Australian Catholic University è un'università multi-campus in Australia.

## Storia
L'Australian Catholic University è stata fondata nel 1991 in cinque delle più importanti città d'Australia. Esse sono: Melbourne, Brisbane, Sydney, Canberra e Ballarat.